# ギア・サーキット

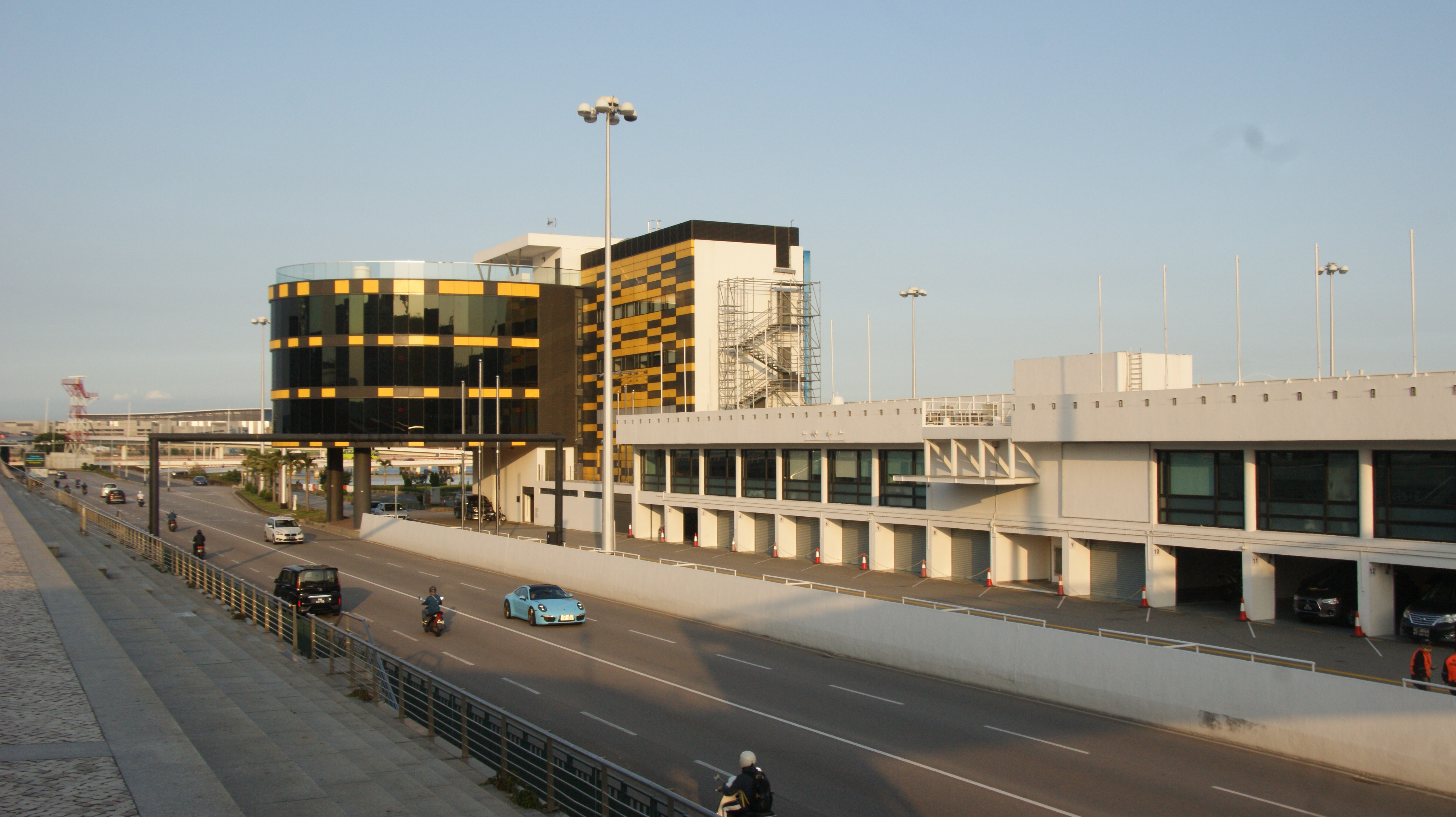
ピットビル

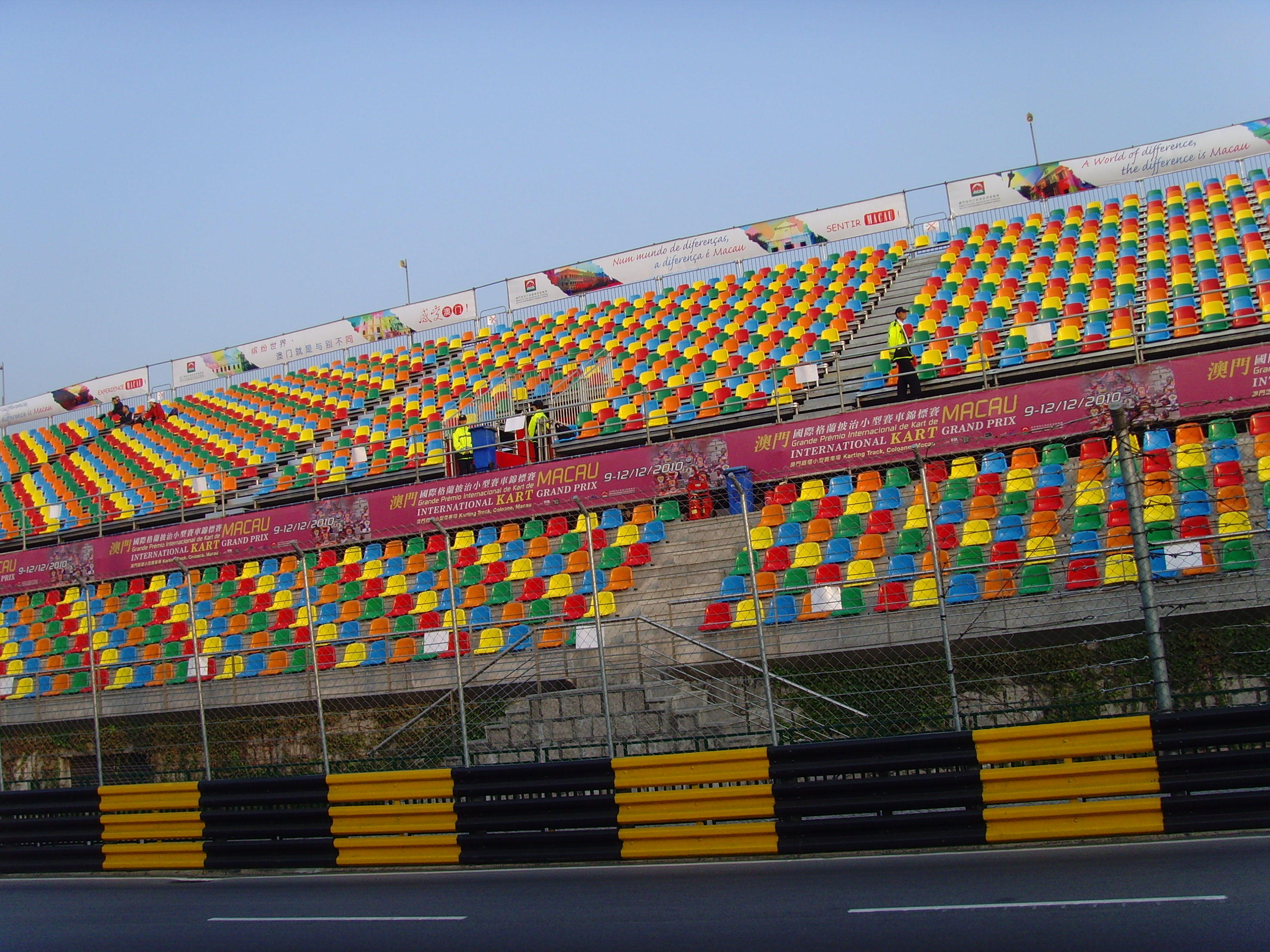
グランドスタンド

ギア・サーキット（Guia Circuit、葡: Circuito da Guia、中: 東望洋跑道）は、中華人民共和国マカオ特別行政区の市街地に設営される公道サーキット。毎年11月に行われるマカオグランプリの舞台となる。全長約6.2km。

## 特徴
マカオGPのレースウィーク中、マカオ半島東部のマカオ市街地の一般道路を閉鎖して使用する。全周をガードレールとコンクリートウォールに囲まれたコースは、俗に「海側」と呼ばれる高速セクションと「山側」と呼ばれるテクニカルセクションに分けられる。
海側区間は幹線道路の友誼大馬路（最大幅14m）を使用しており、直線と中高速コーナーで構成される。路面は平坦で山側に比べて比較的滑らかである。最終コーナーからリスボア・ベンドまでの約1900mはほぼ全開区間で、スリップストリームを使って前車へ追い抜きを仕掛ける場面が随所で見られる。とくにスタート直後は各車が密集状態のまま、難関のリスボアコーナーまでの間に激しい駆け引きを展開する。ポールポジションからスタートしても、リスボアまでの攻防では必ずしも有利になるとはいえない。
旧市街地の山側区間は、崖に沿ってアップダウンと先の見通せないブラインドコーナーが連続する。道幅も乗用車2台がぎりぎりすれ違える程の狭さ（最小幅7m）であり、この区間での前車の追い抜きは非常に困難である。
フォーミュラカーでは海側区間でのトップスピードを稼ぐため、ウィングを寝かすなどダウンフォースを減らす空力セッティングを施す。滑りやすいマシンでツイスティな山側区間を走りぬけるためには、ドライバーの技量が必要になる。
集団走行の渋滞や不測のアクシデントを避けるためには、先行逃げ切りが有利である。それゆえに予選レース・決勝レースを通じていかに前方のスターティンググリッドを確保出来るかが勝利への鍵となる。
常設サーキットに比べて路面の舗装状態が悪く、市街地コースのためにエスケープゾーンもほとんどないため、ドライビングミスや軽度の接触がそのまま大クラッシュにつながることも多い。2012年にはバイクレースの予選とツーリングカーの予選レースで2日連続死者が出る大クラッシュが起きている。2018年はマシンが200Kmを超えた速度でコース外へ飛び出す大事故が発生したが、奇跡的に死者はでなかった。2019年開催時はFIA F3規格となり、それに伴いサーキット規定がグレード2の設備と安全性を求められる事となり、バリア構成や路面の舗装レベルが大幅に改善された。
また、マカオフェリーポートの国際旅客ターミナル付近に設けられたピットやパドックエリアも非常に狭く、メインレースのF3がピットガレージを使用。GTレース参加者がピット後ろの仮設ガレージ。その他のサポートレースに参加するチームは地下駐車場を使用する。
尚、メインレースのF3レース以外はレース時には移動式ピットで、ピットガレージ前のみを使用できる。

## レイアウト
ホームストレートは、海と貯水池を隔てる土手の下の4車線道路。ピット/グランドスタンド前からスタートすると、左（リザーバー・ベンド）と右（マンダリン・オリエンタル・ベント）の高速コーナーをほぼ直線の感覚で通過する。このホームストレートはコース幅は広いものの、追い越しポイントが多数存在するために他車との接触や単独クラッシュも多い。
高速セクションの終点、ストレート区間から山側へと入る右直角コーナー（リスボア・ベンド）はコース最大の追い越しポイントであるが、直線から急減速する上に直線の最後の区間から走行帯を徐々に狭めており、リスボア・ベンドで一気に狭くなる。それゆえに事故も多発し、ここでの多重クラッシュが原因でレースが中断となることも多い。なお、「リスボア」とは、コーナーの向かいにあるカジノで有名な、ポルトガル統治時代からある老舗ホテルの名前である。
リスボアに続く右コーナーを抜けると、左側は石壁、右側はコンクリートウォールという山側区間に入る。急坂（サンフランシスコ・ヒル）を駆け上り、世界遺産に登録されているギア要塞（東望洋炮台）の下、右直角のマタニティ・ベンド。その後、マカオGPの父でセオドール・レーシングの創立者であるテディ・イップ(左直角／かつてテディの自宅があり、そこがガレージになっていた)、その後の連続する緩いS字（ソリチュード・エセス）を抜け　　T15を過ぎた地点から一気に下り区間に入る。ポリスコーナーの入口は下りの終点で一瞬だけ上りになっており、ブレーキングを終えた瞬間とコースの上りが一瞬重なる為、前輪の荷重が抜けステアリングが無反応となり、この地点でのクラッシュが多い。このポリスコーナーからモーリッシュヒルまでの区間が最もコース幅の狭い地点でその幅は7mしかない。
ポリスからモーリッシュ(右直角)へのアプローチ区間でまた一気に上りになり、そこから長い左コーナー（ドナ・マリア・ベンド）を抜けるとマカオ名物の超低速180度右コーナー（メルコ・ヘアピン）に差し掛かる。モンテカルロ市街地コースのロウズ・ヘアピンと同様に、ステアリングを目一杯切り込まなければ曲がり切れない。ここで追い抜きを仕掛けて接触が起きた場合、完全にコースを塞いでしまうため、ヘアピンの手前から常に追い越し禁止とされている。
ヘアピンから急な下り坂を降り、右コーナー（フィシャーマンズ・ベンド）を過ぎると平坦な海側区間に戻る。直線を挟んで、右高速コーナー（Rベンド）をクリアすると、ピット/グランドスタンド前へ戻り1周が完了する。

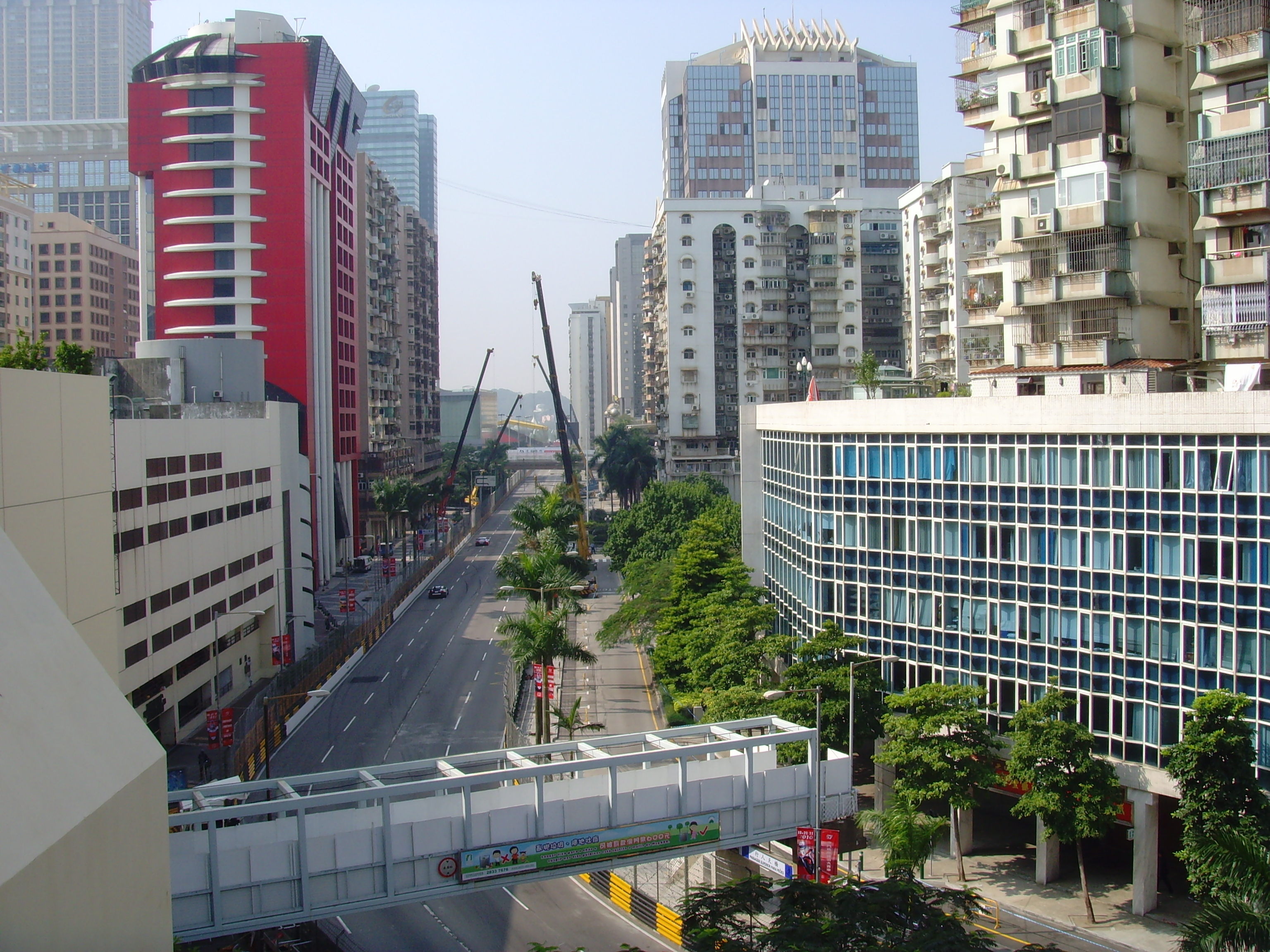
マンダリン・オリエント・ベンド
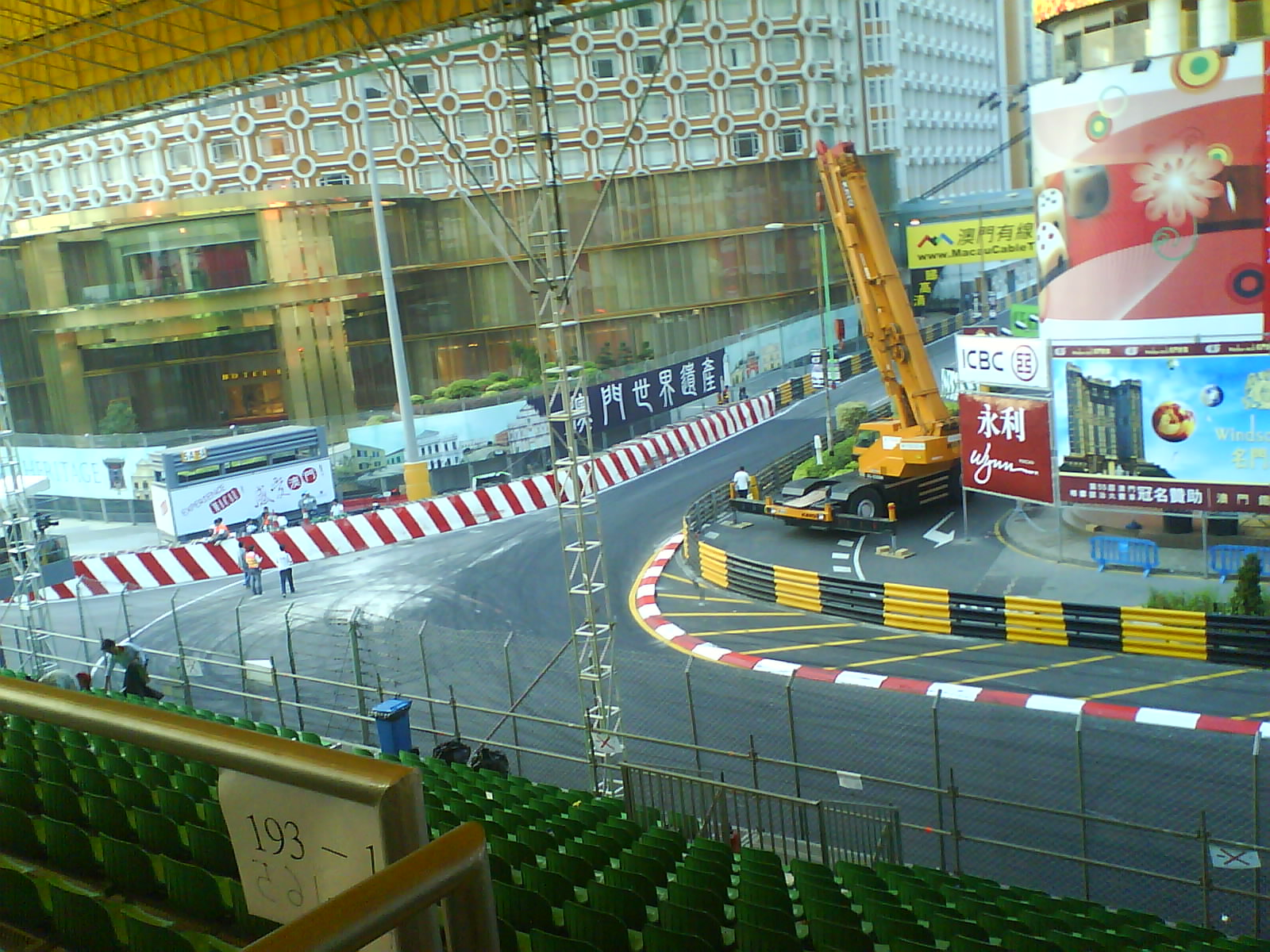
リスボア・ベンド
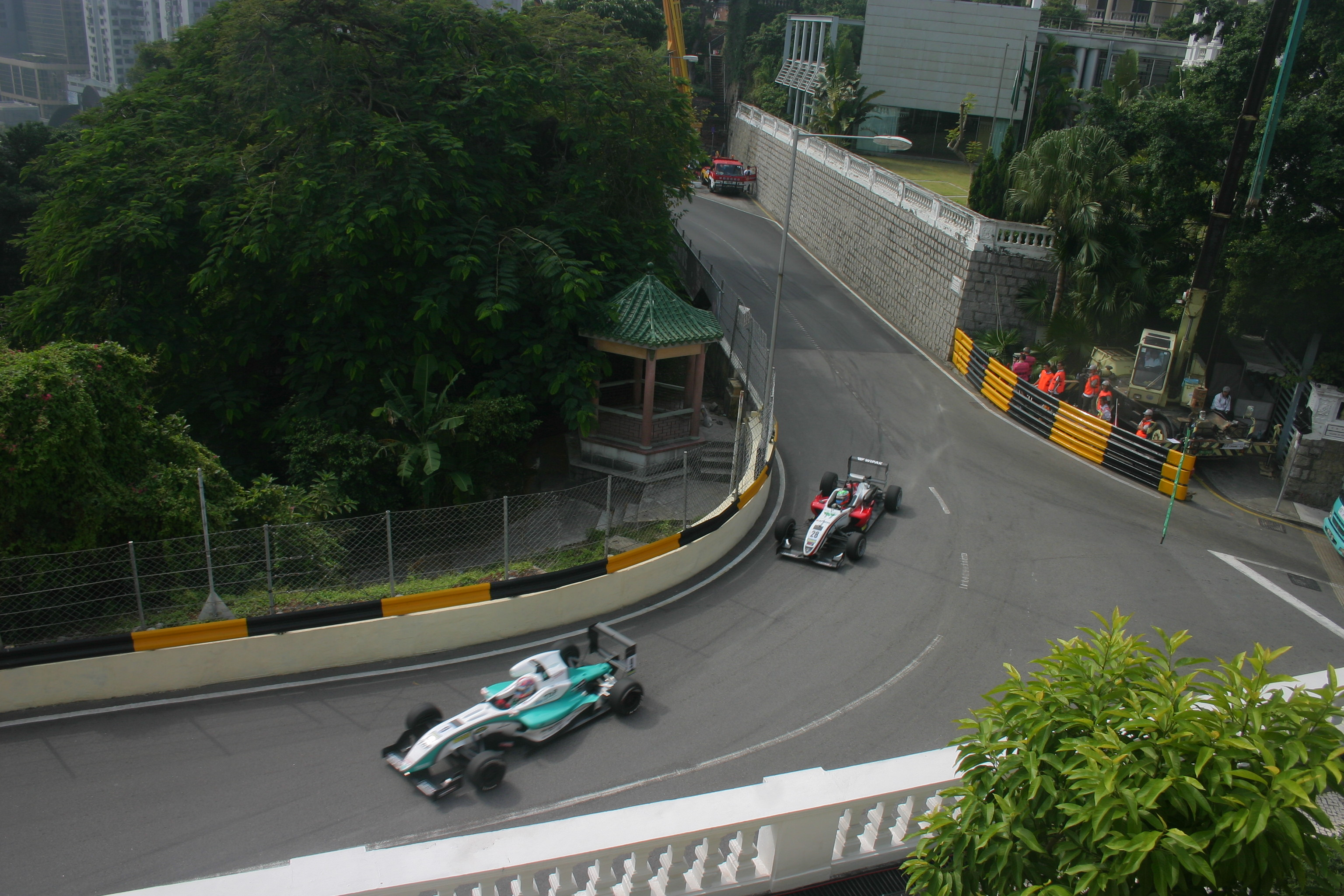
マタニティ・ベンド
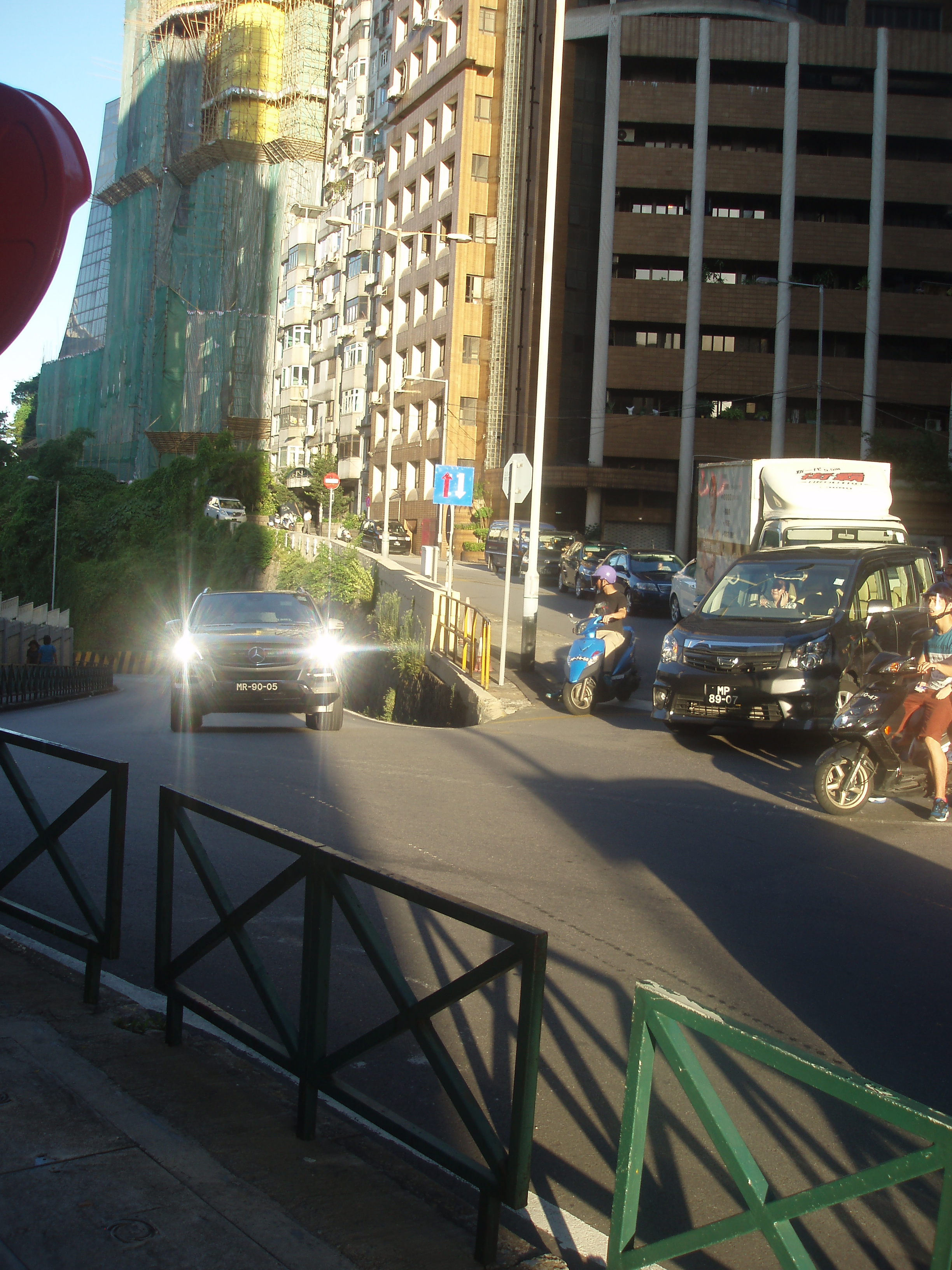
メルコ・ヘアピン
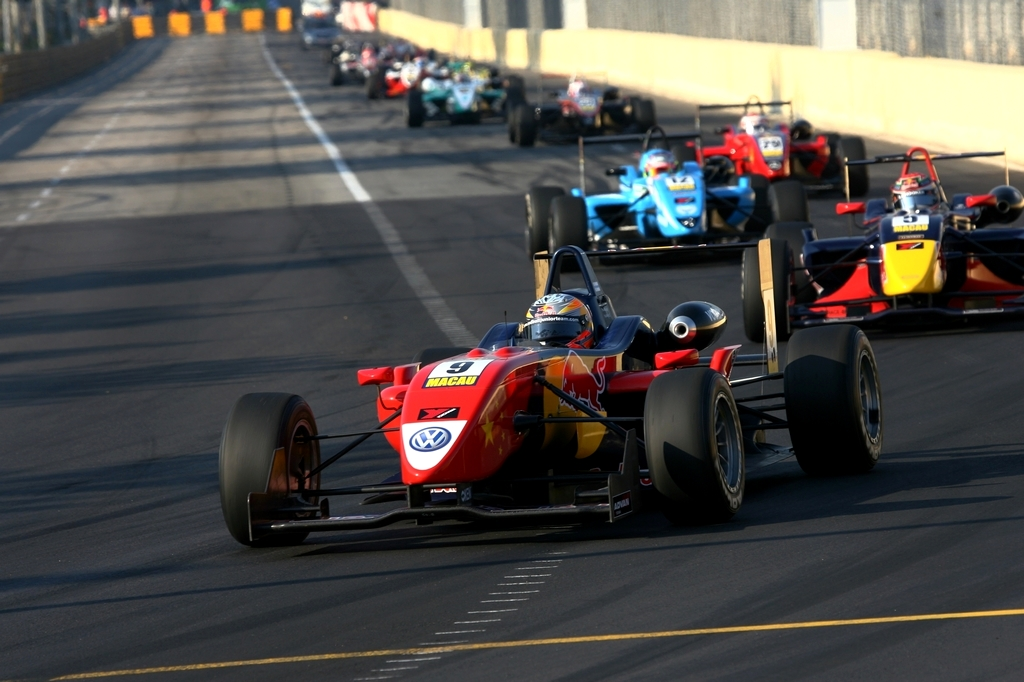
Rベンド
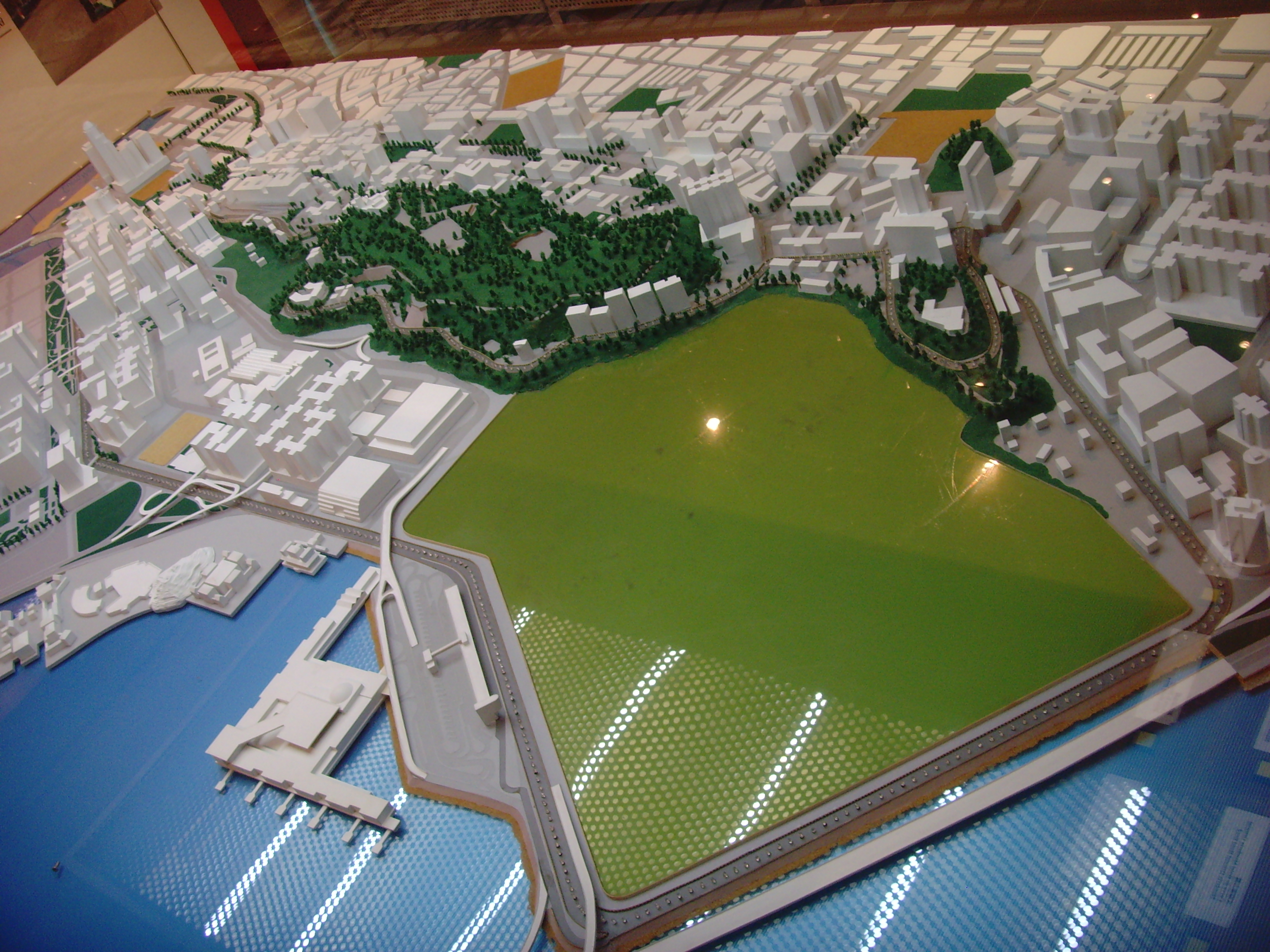
ギア・サーキットの模型

## ラップレコード
- F1 - 1分55秒714（ラルフ・ファーマン、ジョーダン・EJ13、2003年、非公式レコード）[4]
- FIA F3 - 2分4秒997（ユーリ・ヴィップス、ダラーラ・F3 2019・メカクローム、2019年、コースレコード）
- 旧F3 - 2分10秒186（セルジオ・セッテ・カマラ、ダラーラ・フォルクスワーゲン、2015年）
- FR - 2分19秒599（オリバー・ゲーテ、タトゥース・T-318 アルファロメオ、2024年)
- WTCC - 2分27秒009（ロバート・ハフ、ラーダ・グランタWTCC、2014年）
- GTワールドカップ - 2分17秒182（アール・バンバー、ポルシェ・911 GT3 R、2019年）
- スーパーバイク - 2分23秒616（スチュワート・イーストン、カワサキ、2010年）